# USS Trout (SS-566)
USS Trout (SS-566) – amerykański okręt typu Tang, pierwszego powojennego typu amerykańskich okrętów podwodnych. USS Trout uczestniczył w ćwiczeniach symulowanych ataków torpedowych w operacjach przeciwpodwodnych (ZOP), a także prowadził operacje polarne wraz z siostrzanym Harder (SS-568). Brał także udział w organizowanych przez Bureau of Ships testach wytrzymałości na wstrząsy powodowane bliskimi eksplozjami przeciwpodwodnych materiałów wybuchowych. Kilkakrotnie też operował na Morzu Śródziemnym i Pacyfiku. 19 grudnia 1978 roku zakończył służbę, po czym został skreślony z listy okrętów marynarki. Okręt miał zostać przekazany do Iranu jako "Kousseh", jednak z powodu wybuchu rewolucji islamskiej w tym kraju w marcu 1979 roku irańska załoga porzuciła jednostkę.